# Leucania curta
Leucania curta là một loài bướm đêm trong họ Noctuidae.